# Pasporta Servo

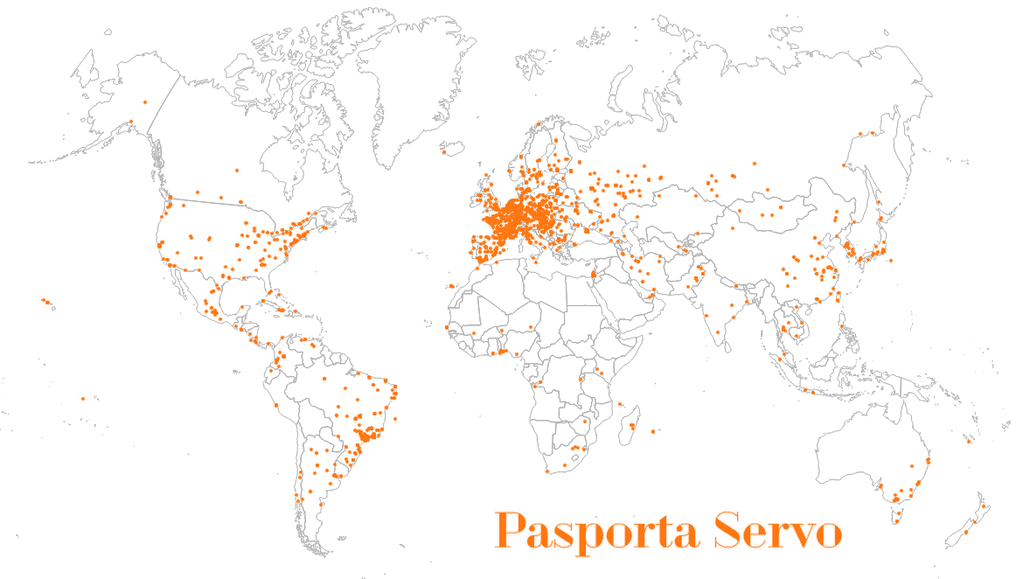
Mapa osób, które mogą ugościć esperantystów w ramach Pasporta Servo

Pasporta Servo – przedsięwzięcie Światowej Esperanckiej Organizacji Młodzieżowej, młodzieżowej sekcji Universala Esperanto-Asocio, które umożliwia esperantystom z całego świata oferowanie i korzystanie z bezpłatnych lub bardzo tanich noclegów.